# The King's Avatar (serie web)

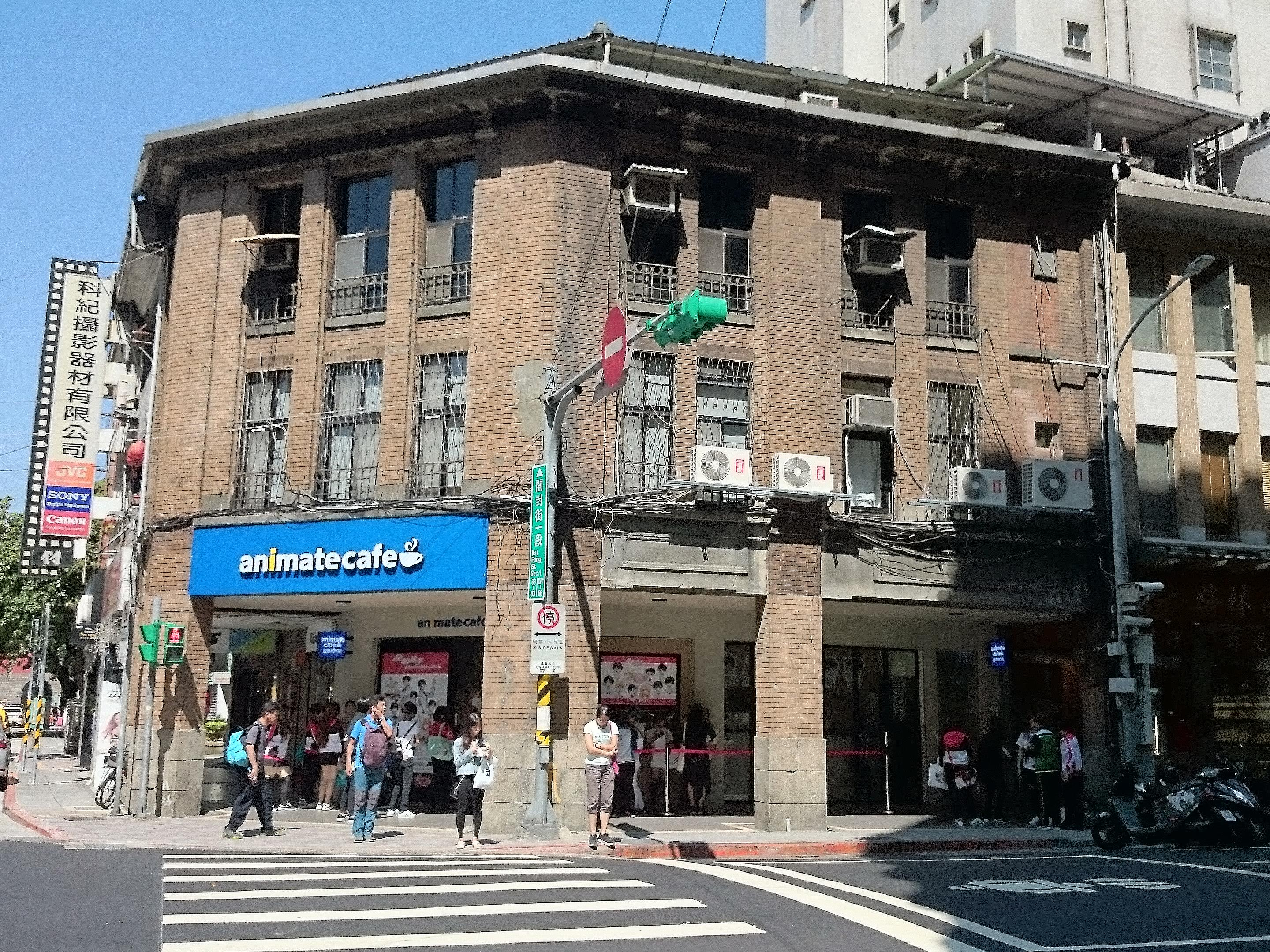
Cafetería de The King’s Avatar en Taipéi

The King's Avatar (en chino, 全职高手; pinyin, Quánzhí Gāoshǒu) es una serie de donghua ONA emitida en 2017, basada en la novela web del mismo nombre escrita por Hu Die lan. La serie representaba la escena ficticia de los deportes electrónicos en China , donde la historia gira en torno a un videojuego en línea multijugador llamado Glory. La serie fue producida por la empresa china de internet Tencent. Una secuela de 3 episodios se estrenó en 2018, y una segunda temporada con mucho retraso se emitió en 2020. Una película de precuela, titulada Quan Zhi Gao Shou: For the Glory , tuvo un lanzamiento en 2019. La primera y segunda temporada completas se lanzaron en Crunchyroll en chino con subtítulos en español el 19 de febrero de 2025.

## Trama
The King's Avatar sigue la historia de Ye Xiu, un jugador profesional de deportes electrónicos que vive en Hangzhou, China . Ampliamente considerado el mejor jugador del videojuego Glory.Ye Xiu era el capitán del equipo de esports, "Excellent Era", y tenía la cuenta del 'Dios de la batalla', 'One Autumn Leaf' antes de verse obligado a renunciar al equipo, renunciar a una de las cuentas más sólidas del juego y marcharse. la escena competitiva debido a su falta de voluntad para participar en cualquier comercialización para beneficiar al equipo. Ye Xiu termina encontrando trabajo como gerente del turno de noche en Happy Internet Cafe, donde conoce a Chen Guo, el dueño del café, quien resulta ser un gran admirador de su alias 'Ye Qiu', su antiguo equipo y personaje 'One Hoja de otoño'. Mientras espera su regreso a la escena competitiva, Ye Xiu continúa jugando, construyendo un personaje desde cero que persigue el Campeonato y la Gloria.

## Caracteres

### Equipo Feliz
- Ye Xiu (anteriormente en Team Excellent Era)

Expresado por: Zhang Jie
- Chen Guo

Expresado por: Ji Guanlin
- Su Mucheng (anteriormente en Team Excellent Era)

Expresado por: Tong Xinzhu (animación), Liu Xiaoyu (drama de audio)
- Tan Rou

Expresado por: Qiao Shiyu
- Bao Rongxing

Expresado por: Teng Xin
- Luo Ji

Expresado por: Zhang Boheng
- Qiao Yifan (anteriormente en el Equipo Tiny Herb)

Expresado por: Su Shangqing
- Wei Chen

Expresado por: Feng Sheng (también conocido como Tute Hameng)
- An Wenyi

Expresado por: Chenzhang Taikang
- Mo Fan

Expresado por: Zhang Fuzheng

### Equipo Excelente Era
- Sun Xiang

Expresado por: Liu Sanmu

### Equipo Lluvia Azul
- Yu Wenzhou

Expresado por: Xia Lei
Huang Shaotian
Expresado por: Ye Qing

### Equipo Tiny Herb
- Wang Jiexi

Expresado por: Wei Chao
- Gao Yingjie

Expresado por: Shao Tong

### Tiranía del Equipo
- Han Wenqing

Expresado por: Song Ming (también conocido como Baomu Zhongyang)
- Zhang Xinjie

Expresado por: Bian Jiang (animación), Zhang Fuzheng (serie web)

### Equipo Samsara
- Zhou Zekai

Expresado por: Jin Xian

## Lista de Episodios
Los episodios de la serie animada china The King's Avatar se basan en una novela web en serie china del mismo título de Butterfly Blue. En mayo de 2018 se lanzó una secuela de OVA de tres episodios. En agosto de 2019 se lanzó una película de precuela y se emitió una segunda temporada de septiembre a diciembre de 2020.

## Premios y nominaciones
| Otorgar                                             | Categoría                                               | obra Nominada                    | Resultado | Ref.   |
| --------------------------------------------------- | ------------------------------------------------------- | -------------------------------- | --------- | ------ |
| 14° Premio Dragón de Oro de Animación de China      | Premio a la Mejor Serie de Animación (Premio de Oro)    | The King's Avatar                | Ganador   | [ 7 ]  |
| 16º Premio Dragón de Oro de Animación de China      | Premio a la Mejor Serie de Animación (Premio de Bronce) | The King's Avatar: For The Glory | Ganador   | [ 8 ]  |
| Festival Internacional de Cine de Canadá y China    | Mejor Animación                                         | The King's Avatar: For The Glory | Ganador   | [ 9 ]  |
| Ceremonia de entrega de premios de literatura china | Animación del año                                       | The King's Avatar: For The Glory | Ganador   | [ 10 ] |